# Synopeas ciliatum
Synopeas ciliatum är en stekelart som beskrevs av Thomson 1859. Synopeas ciliatum ingår i släktet Synopeas och familjen gallmyggesteklar. Arten är reproducerande i Sverige. Inga underarter finns listade i Catalogue of Life.